# Szymon Zawadzki
Szymon Zawadzki (11 de agosto de 1999) es un deportista polaco que compite en piragüismo en la modalidad de eslalon. Ganó una medalla de bronce en el Campeonato Europeo de Piragüismo en Eslalon de 2020, en la prueba de C1 por equipos.

## Palmarés internacional
| Campeonato Europeo | Campeonato Europeo      | Campeonato Europeo | Campeonato Europeo |
| Año                | Lugar                   | Medalla            | Competición        |
| ------------------ | ----------------------- | ------------------ | ------------------ |
| 2020               | Praga (República Checa) | Medalla de bronce  | C1 por equipos     |